# Einschienenbahn am Taunusrand

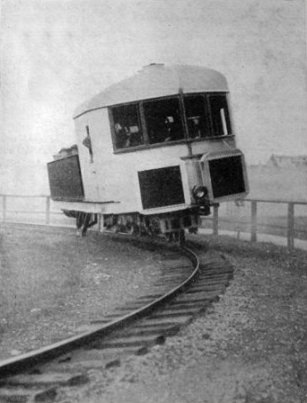
Kreiselstabilisierte Einschienenbahn von Brennan (1907)

Die Einschienenbahn am Taunusrand war ein Anfang des 20. Jahrhunderts geplantes, aber nie verwirklichtes Verkehrsprojekt im Obertaunuskreis in Hessen. Das vor allem vom Berliner Großverleger August Scherl vorangetriebene Bahnprojekt war ein viel beachteter Versuch, technisches Neuland zu betreten, scheiterte aber an offensichtlich mangelnder technischer Ausarbeitung und politischen Widerständen.

## Technisches Prinzip
Bei diesem Verkehrssystem handelte es sich um eine Einschienenbahn nach Brennan.
Ein 2,5 t schweres Fahrzeug sollte von schnell laufenden Gyrostaten mit 8000 Umdrehungen pro Minute auf einer Schiene im Gleichgewicht gehalten werden und sich mit einer Geschwindigkeit von 70 km/h fortbewegen. Es sollte etwa 40 Fahrgäste aufnehmen können. Mit Gyrostat ist ein kreiselbasiertes Stabilisierungssystem gemeint (zum physikalischen Zusammenhang siehe gyroskopischer Effekt).

## Geschichte

### Entwicklung
Der Berliner Zeitungskönig August Scherl (1849–1921) propagierte in einer aufwändigen Werbeschrift unter dem Titel „Ein neues Schnellbahn-System“ (Berlin 1909) ein Verkehrsmittel für den Nah- und Fernverkehr der Zukunft, das bald ganz Europa umspannen werde.
Sein Sohn Richard Scherl hatte die neue Technik angeblich „gleichzeitig und selbstständig“ zusammen mit dem Engländer Louis Brennan mit einem finanziellen Aufwand von 6 Millionen Goldmark entwickelt.

### Demonstrationsanlagen
Ein Modell wurde am 10. November 1909 in den Ausstellungshallen am Berliner Zoo der Öffentlichkeit vorgestellt. Brennan präsentierte seinen Versuchswagen ebenfalls 1909 in Gillingham, England. Auch in London wurde Brennans Wagen in einer Ausstellung in der White City 1910 im Betrieb vorgeführt.
Ernst Ritter von Marx, damals Landrat des Obertaunuskreises in Homburg vor der Höhe, suchte seinerzeit einen Unternehmer für eine elektrische Bahn, die den Kreis am Fuß des Taunusgebirges erschließen sollte. Er wandte sich im Dezember 1910 an Scherl und erhielt dessen Zusage, das Projekt für das Gebiet kostenlos auszuarbeiten. Von Marx besichtigte 1911 den Versuchsbetrieb in England und berichtete:
„Die Eindrücke, die ich dort – freilich als Laie – von dem System erhielt, waren über Erwarten günstige. Der Wagen, ca. 40 Personen fassend, wird ähnlich wie ein Auto leicht angekurbelt. Er hält sich – was ich zunächst für das unwahrscheinlichste gehalten hatte – ohne jedes Hilfsmittel und ohne jede Schwankung, bei beliebiger Gewichtsverlegung durch einsteigende und sich dort bewegende Passagiere im Stehen, fährt mit größter Leichtigkeit an, vor und rückwärts, nimmt einen Kreis von 105 Fuß Radius mit einer Geschwindigkeit bis zu 70 Stunden-Kilometer, hält nach Belieben auch in der sehr scharfen Kurve und steht ebenso still und sicher auch nach abgestelltem Motor – wie mir versichert wurde ca. 4 Stunden lang, d. h. solange die Kreisel laufen. Sein Gang ist naturgemäß weit ruhiger als der einer Zweischienenbahn. Eine Stunde lang fuhr ich auf der freilich nur ca. 200 Meter langen Schiene und dem engen Kreis hin und her bei tadellosem Funktionieren.“

### Projektierung für den Taunuskreis
Obwohl er einen „vorzüglichen“ Eindruck in London gewonnen hatte, kam von Marx immer mehr zur Überzeugung, dass Scherl Zeit gewinnen wolle, weil er zwar willens war, die Bahn zu bauen, dazu jedoch ohne Brennan nicht in der Lage wäre. Brennan sei wohl der wirkliche Erfinder und wollte offenbar seinerseits die erste Bahn in England bauen, um nicht seinen Erfinderruhm an Richard Scherl zu verlieren, der durch die Macht der väterlichen Presse die Erfindung für sich in Anspruch nehmen könnte.
Trotz dieser Bedenken und ungünstiger Vorzeichen hielt von Marx an seiner Option für Scherl fest. Er war ebenso wie Kaiser Wilhelm II., den er für das Projekt interessiert hatte, stets für derartige technische Neuerungen aufgeschlossen.
Die Organe des Obertaunuskreises befassten sich eingehend mit der Streckenführung und mit der Finanzierung des einmaligen Projektes. Der Homburger Oberbürgermeister Lübke, der für seine Stadt erhebliche Bedenken gegen das Unternehmen vortrug, räumte immerhin ein, dass die in Homburg beginnende fünf Kilometer lange Probestrecke als „eine umwälzende Neuerung im Eisenbahnbau … eine außerordentliche Sehenswürdigkeit“ darstelle, die „einen Strom von Fremden anlocken“ werde.
Von Marx ließ sich nicht beirren und warb für die Einschienenbahn mit den Worten:
„Schließlich dürfte unser Kreis auch seinen Stolz darin suchen, in einem derartigen, für den allgemeinen Kulturfortschritt so bedeutsamen Unternehmen, das die Augen der ganzen gebildeten Welt auf sich ziehen wird, das vielleicht bestimmt ist, eine vollständige Umwälzung in dem Verkehrsnetz und der Verkehrsmöglichkeit hervorzurufen und dadurch einen Umsatz von Millionen nach sich zu ziehen, bahnbrechend vorzugehen.“
Die Kommunalpolitiker konnten sich jedoch nicht zu einer eindeutigen Stellungnahme durchringen. Es bestanden immer noch zahlreiche Zweifel:
- Die vorgeschlagene Streckenführung Bad Homburg – Oberursel – Kronberg – Königstein wurde aufgrund ihrer Wirtschaftlichkeit in Frage gestellt. Viele Orte an der Strecke wollten zunächst mit Frankfurt am Main direkt verbunden werden, bevor an eine tangentiale Verbindung gedacht werden sollte.
- Andere Eisenbahnunternehmungen wie die Frankfurter Lokalbahn AG besaßen schon Konzessionen für den ausschließlichen Bau und Betrieb im Gebiet von Oberursel und Homburg. Sie waren nicht bereit, einem weiteren Unternehmen Zugeständnisse zu machen.
- Zwischen Königstein und Kronberg war bereits am 15. Mai 1912 eine Omnibusverbindung eingerichtet worden. Aufgrund der Konzessionierung bestand die Gefahr einer parallelen Streckenführung.
- Es bestanden zudem persönliche Spannungen zwischen Landrat von Marx und den Vertretern der Stadt Homburg.

### Rückzug und Aufgabe des Projekts
Diese Situation nutzte Scherl, um sich aus dem Obertaunuskreis wieder zurückzuziehen. Er hielt nun weitere Probefahrten für nötig, bevor an einen regulären Betrieb zu denken sei. Hierfür sollte eine 6,5 Kilometer lange Teststrecke zwischen Weißensee und Hohenschönhausen bei Berlin gebaut werden.
In einem Schreiben an den Landrat vom 13. Oktober 1911 begründete Scherl seine Sinnesänderung auch damit, dass ein großer Teil der Ortsansässigen die Bahn nicht wolle. Er sei bis an die Grenzen des finanziell Möglichen gegangen und sehe nicht ein, dass er noch bare Zuwendungen leisten müsse, damit der Kreis sein „Geschenk“ annehme.
Die wahren Gründe für seinen Rückzug sind nicht bekannt. Möglicherweise hatte er inzwischen Bedenken bekommen, ob die „Erfindung“ seines Sohnes schon ausgereift sei. Auch war es zu Streitigkeiten mit Brennan gekommen.
Scherl zog seine Bewerbung Ende des Jahres 1912 endgültig zurück. Sein Schnellbahn-System ist offenbar an keinem Ort der Welt jemals verwirklicht worden. Stefan Gänsicke schätzte diesen Lebensabschnitt des Zeitungsverlegers in einem 1988 in der Berliner Morgenpost erschienenen Beitrag 100 Jahre Morgenpost so ein:
„Aber zum Ersten Weltkrieg hin beginnt Scherl zu bröckeln. Er verschleudert sein Geld im Privatleben. Er fängt an zu spinnen, kapselt sich ab. Macht Flugschauen und propagiert die Einschienenbahn. Und er verkauft 1914 sein bankrottes Unternehmen mit großem Gewinn an ein Konsortium der Schwerindustrie, in dem 1919 Alfred Hugenberg … an die Spitze tritt.“